# Ред Булл (хокейний клуб, Мюнхен)
«Ред Булл» (нім. EHC Red Bull München) — хокейний клуб з м. Мюнхен, Німеччина. Заснований у 1998 році як ХК «Мюнхен 98», з 2013 року — «Ред Булл». Виступає у чемпіонаті Німецької хокейної ліги.

## Історія
Хокейний клуб «Мюнхен 98» створений 19 січня 1998 року, відтоді починає виступати в Баварській хокейній лізі та в першому сезоні здобуває перемогу в лізі.
Клуб швидко прогресує виграючи регіональні змагання. У 2003 році клуб змінює свою назву на ХК «Мюнхен» та підвищується до Оберліги. У 2004 команда посідає перше місце та підвищується до другої Бундесліги, здобуває тут перемогу в 2010 році.
У сезоні 2010/11 баварці дебютують в Німецькій хокейній лізі, програли в кваліфікації Кельнер Гайє 3:4 ОТ та 3:4. Після фінансових у 2012 клуб отримав нового спонсора австрійську компанію Red Bull GmbH та змінює назву вже наступного сезону на «Ред Булл» (команда фінішувала в чемпіонаті на дванадцятому місці). 
Сезон 2013/14 мюнхенці завершили на сьомому місці але в кваліфікації програли серію «Ізерлон Рустерс» 1:2.
Чемпіонат 2014/15 клуб завершив на другому місці та в плей-оф програли серію «Грізлі Адамс Вольфсбург» 0:4.
У сезоні 2018/19 стали другими в лізі чемпіонів.

## Структура клубу
Окрім професійного клубу «Ред Булл» до структури клубу входять молодіжна команда, юнацькі команди, команди хлопчаків. Також у стурктурі клубу є аматорська команда, що виступає в Баварській лізі та до сезону 2010/11 існувала жіноча команда.

## Досягнення
- Чемпіон Німеччини (4): 2016, 2017, 2018, 2023.

### 2016
- Воротарі: Денні аус ден Біркен, Давид Леджо, Ілля Шаріпов
- Захисники: Конрад Абельтгаузер, Деріл Бойл, Джеремі Дегнер, Флоріан Кеттемер, Джон Рогль, Метт Смебі, Тоні Содергольм, Фредерік Сен-Деніс
- Нападники: Кіт Окойн, Мадс Крістенсен, Джейсон Джеффрі, Домінік Кагун, Максиміліан Кестнер, Франк Мауер, Ульріх Мауер, Стів Пініццотто, Жером Самсон, Яннік Зайденберг, Даніель Спарре, Міхаель Вольф, Тобіас Верле
- Тренери: Дон Джексон — гол. тренер, Дерек Маєр — пом. гол. тренера, Метт Макілвейн — пом. гол. тренера

### 2017
- Воротарі: Денні аус ден Біркен, Давид Леджо, Ілля Шаріпов
- Захисники: Конрад Абельтгаузер, Деріл Бойл, Дерек Жослін, Флоріан Кеттемер, Дерон Куїнт, Метт Смебі, Річі Регір
- Нападники: Кіт Окойн, Мадс Крістенсен, Андреас Едер, Жером Флейк, Джейсон Джеффрі, Домінік Кагун, Максиміліан Кестнер, Франк Мауер, Брукс Мацек, Джонатан Мацумото, Стів Пініццотто, Яннік Зайденберг, Міхаель Вольф, Тобіас Верле
- Тренери: Дон Джексон — гол. тренер, Дерек Маєр — пом. гол. тренера, Метт Макілвейн — пом. гол. тренера

### 2018
- Воротарі: Денні аус ден Біркен, Давид Леджо, Кевін Райх
- Захисники: Конрад Абельтгаузер, Кіт Ауліє, Деріл Бойл, Раян Баттон, Дерек Жослін, Гаген Кайслер, Флоріан Кеттемер, Маркус Лаурідсен, Яннік Зайденберг
- Нападники: Кіт Окойн, Мадс Крістенсен, Максиміліан Даубнер, Андреас Едер, Жером Флейк, Патрік Гагер, Джейсон Джеффрі, Яннік Зайденберг, Домінік Кагун, Максиміліан Кестнер, Франк Мауер, Брукс Мацек, Джонатан Мацумото, Якуб Маєншейн, Міхаель Вольф, Тобіас Верле
- Тренери: Дон Джексон — гол. тренер, Патрік Даллер — пом. гол. тренера, Метт Макілвейн — пом. гол. тренера